# Soarele vagabonzilor
Soarele vagabonzilor (titlul original: în franceză Le soleil des voyous) este un film franco-italian, regizat de Jean Delannoy, lansat în 1967.

## Prezentare
Fostul mafiot retras din „afaceri”, Denis Ferrand (Jean Gabin), cunoscut sub numele de „Le Fignoleur”, petrece zile pașnice cu soția sa Marie-Jeanne (Suzanne Flon) în orășelul Eure, în Normandia, unde i se ignoră trecutul. Acolo deține un bar, „Domino”, administrat de Betty (Margaret Lee), una dintre fostele sale amante, mult mai tânără decât el. De asemenea, are un mic han, „La Chaumière”, și un garaj auto, „garajul central”.
Într-o zi, descoperă că unul dintre chelneri este implicat în traficul de droguri în restaurantul său. Furios, îl forțează pe acesta să renunțe la traficul de droguri din restaurant. Dar banda care controlează traficul nu este de acord cu asta așa că organizează o pedeapsă pentru Ferrand la hanul său pentru a-l aduce la sentimente mai bune. Spre surprinderea sa, unul dintre bărbați este Jim Beckley (Robert Stack), un vechi prieten american, fost soldat și aventurier, pe care l-a întâlnit cândva în Saigon. Prietenii regăsiți îi bat pe ceilalți interlopi și îi alungă. Înțelegând că banda nu-l va lăsa pe Beckely în pace, Denis decide să-l ascundă pe american acasă la el.
A doua zi, îi dezvăluie prietenului regăsit secretul: de ani de zile, din plictiseală și nostalgie, a pus la cale un plan foarte meticulos pentru spargerea unei sucursale bancare situată chiar în fața barului său.

## Distribuție
- Jean Gabin – Denis Ferrand, hotelier, fost mafiot, zis „Le Fignoleur”
- Robert Stack – Jim Beckley, prietenul lui Denis Ferrand
- Margaret Lee – Betty, amanta lui Jim și asociata lui Denis
- Jean Topart – domnul Henri
- Walter Giller – Maurice Labrousse, bărbatul recrutat de denis
- Lucienne Bogaert – mama domnului Henri
- Georges Lycan – Tonio, un mafiot
- Albert Michel – Gaston, angajat al garajului
- Henri Coutet – paznic
- Bernard Musson – Charles Goulette, angajat al „Crédit Industriel du Nord”
- Pierre Koulak – Ange Peresi, marseilezul
- Mino Doro – Luigi Savani, șeful mafioților
- Bob Ingarao – un complice al mafioților
- Carlo Nell – un mafiot
- Pierre-Jacques Moncorbier – clientul beat
- Jo Dalat – un fals gunoier
- Roger Fradet – un fals gunoier
- Dominique Zardi – un mafiot
- Suzanne Flon – Marie-Jeanne Ferrand, soția lui Denis
- Luce Fabiole – Angèle, menajera soților Ferrand
- Olga Valery – femeia drogată de la han
- Nicole Desailly – Hélène
- Micheline Sandrel – prezentatoarea de la televiziune
- Louis Viret – muncitorul rutier
- Yvon Sarray – directorul băncii
- Edouard Francomme – un client
- Bernard Charlan – comisarul Leduc
- Antoine Marin – maestrul bucătar
- Paul Bisciglia – chelnerul care vine de droguri
- Roland Malet – polițistul
- Yves Barsacq – hoțul de mașini
- Michel Nastorg – Coulomb, directorul serviciului rutier
- Maurice Seveno – jurnalistul de la televiziune
- Antoine Baud – polițist rutier
- Alain Janey – polițistul rutier
- Marcel Gassouk – un mafiot, complice de-al lui Luigi
- Yvan Chiffre